# NGC 388
NGC 388 (други обозначения – MCG 5-3-59, 4ZW 38, ZWG 501.90, Z 0105.0+3202, ARAK 28, VV 193, NPM1G +32.0047, ARP 331, PGC 4005) е елиптична галактика (E1) в съзвездието Риби.
Обектът присъства в оригиналната редакция на „Нов общ каталог“.